# Поддембе
Поддембе (пол. Poddębie) — село в Польщі, у гміні Велішев Леґьоновського повіту Мазовецького воєводства.
Населення — 127 осіб (2011).
У 1975-1998 роках село належало до Варшавського воєводства.

## Демографія
Демографічна структура станом на 31 березня 2011 року:
|          | Загалом | Допрацездатний вік | Працездатний вік | Постпрацездатний вік |
| -------- | ------- | ------------------ | ---------------- | -------------------- |
| Чоловіки | 62      | 13                 | 43               | 6                    |
| Жінки    | 65      | 16                 | 35               | 14                   |
| Разом    | 127     | 29                 | 78               | 20                   |